# Port lotniczy Daytona Beach
Port lotniczy Daytona Beach (IATA: DAB, ICAO: KDAB) – port lotniczy położony 5 km na południowy zachód od centrum Daytona Beach, w stanie Floryda, w Stanach Zjednoczonych.